# Hockey Club Bruneck-Brunico 1994-1995
Questa pagina contiene i dati relativi alla stagione hockeystica 1994-1995 della società di hockey su ghiaccio HC Brunico.

## Roster

### Portieri
- Angelo Libertucci
- Harald Golser

### Difensori
- Martin Crepaz
- Francesco DeSantis
- Martin Helfer
- Patrick Hellweger
- Vyacheslav Uvayev

### Attaccanti
- Igor Dorofeyev
- Vladimir Jerabek
- Ivo Machacka
- Diego Marchiori
- Andrea Paccagnella
- Christian Piccolruaz
- Matthias Prantner
- Alexander Silgener
- Werner Straudi
- Igor Sultanovich
- Vyacheslav Uvayev
- Vladimir Yeryomin